# Orophe cabineta
Orophe cabineta är en mångfotingart som beskrevs av Chamberlin 1951. Orophe cabineta ingår i släktet Orophe och familjen Xystodesmidae. Inga underarter finns listade i Catalogue of Life.